# Конструктор объектов
Конструктор объектов (англ. Objectifier — объективатор) — один из элементарных паттернов проектирования, который предназначен для отделения абстракции от реализации и динамического управления поведением объекта на этапе выполнения кода.
Впервые идея шаблона «объективатор» была выделена в публикации Уолтера Циммера на базе анализа набора классических шаблонов проектирования, предложенных Эрихом Гаммой и его соавторами («бандой четырёх»). Мотивацией для выделения ещё одного шаблона стала необходимость обеспечить динамическую смену используемого функционала на этапе выполнения кода, а не на этапе компиляции. С этой стороны такой подход предоставляет дополнительную гибкость, так как позволяет упаковать взаимозаменяемые модели поведения производных классов в независимые интерфейсные реализации и манипулировать ими в ходе выполнения программы.